# Elena Baranová
Pour les articles homonymes, voir Baranova.
Pour la joueuse de basket-ball russe, voir Elena Baranova.
Elena Baranová (née le 12 octobre 1945) est une linguiste, didacticienne et philologue slovaque romanisante, professeure (émérite depuis 2016) à la Faculté des lettres de l'Université Matej Bel de Banská Bystrica (Slovaquie centrale).
Elle est membre du comité scientifique de la revue Cahiers de Didactique de FLE dans les pays slaves, éditée par les associations membres de la FIPF de Pologne, Slovaquie et république tchèque sous le patronage du président de la FIPF Jean-Pierre Cuq.
Auteur de nombreuses publications (articles et ouvrages scientifiques, manuels scolaires) sur la langue française et sur la didactique des langues éditées en Slovaquie (sa thèse de doctorat était consacrée aux emplois du subjonctif), elle s'est toujours intéressée également à la diffusion de la langue slovaque à l'étranger, ayant été lectrice de langue slovaque à la Faculté des lettres de Rennes après ses études.

### Ouvrages disponibles en France
- Découvrir et pratiquer le slovaque (1 cédérom) Elena Baranová, Vlasta Křecková, Diana Lemay, [et al.], Langues & mondes-L'Asiathèque, 2007. Collection Langues-Inalco.   (ISBN 978-2-915255-46-1)
- « L'enseignement des langues étrangères en Slovaquie : état des lieux et perspectives » in Politiques linguistiques, apprentissage des langues et francophonie en Europe centrale et orientale - les défis de la diversité, sous la direction de Thomas Szende, 2009, Éditions des archives contemporaines  (ISBN 978-2-8130-0003-3)
- « Ouverture européenne dans la formation initiale en Slovaquie »[1], ISTEPEC (Intercultural Studies for Teachers Education to Promote European Citizenship), publié par l'IUFM de l'université Rennes II (université de Haute-Bretagne).

### Ouvrages publiés en Slovaquie
manuels d'enseignement du français (actuellement en usage)
- En Français (4 manuels + guides pédagogiques pour les enseignants - Metodická príručka), Elena Baranová, avec Jitka Taišlová et Jean-Paul Cluse, SPN (sk) - Mladé letá (sk) / Hachette,  (ISBN 978-80-10-01025-7) (t. 1),  (ISBN 978-80-10-00793-6) (t. 2),  (ISBN 80-08-03077-1) (t. 3), (t. 4),  (ISBN 978-80-08-02139-5) (perfectionnement)
- Quartier Libre, méthode multimédia, Klett  (ISBN 978-80-7397069-7)
- Syntaxe du français : exercices avec Katarina Chovancová, Univerzita Mateja Bela, Fakulta humanitných vied, Katedra romanistiky, Banská Bystrica, 2011

autres publications et articles
- cf. liste : http://www.ff.umb.sk/en/elbaranova/publikacna-cinnost.html[2]